# Greenfield (condado de Sauk, Wisconsin)
Greenfield es un pueblo ubicado en el condado de Sauk en el estado estadounidense de Wisconsin. En el Censo de 2010 tenía una población de 932 habitantes y una densidad poblacional de 12,89 personas por km².

## Geografía
Greenfield se encuentra ubicado en las coordenadas 43°27′41″N 89°38′56″O / 43.46139, -89.64889. Según la Oficina del Censo de los Estados Unidos, Greenfield tiene una superficie total de 72.33 km², de la cual 71.78 km² corresponden a tierra firme y (0.76%) 0.55 km² es agua.

## Demografía
Según el censo de 2010, había 932 personas residiendo en Greenfield. La densidad de población era de 12,89 hab./km². De los 932 habitantes, Greenfield estaba compuesto por el 96.24% blancos, el 0.11% eran afroamericanos, el 0.86% eran amerindios, el 0.21% eran asiáticos, el 0.11% eran isleños del Pacífico, el 1.5% eran de otras razas y el 0.97% pertenecían a dos o más razas. Del total de la población el 3.54% eran hispanos o latinos de cualquier raza.